# Фарум
Фарум (од лат. Farrum; множина farra) је термин у планетарној геологији којим се означава веома редак облик вулкана широко распрострањен на површини планете Венере где су глобално сконцентрисани у виду бројних кластера. Својом физиономијом доста подсећају на штитасте вулкане на Земљи. Због изгледа кратера често их називају и „вулкани палачинке“. Вулканске куполе ових вулканских облика су од 10 до 100 пута већих димензија у односу на вулканске купе на Земљи.
Претпоставке су да су настали током једне веома јаке, али уједно и споре вулканске ерупције током које су се излиле велике количине силикатне лаве. Сваки вулкан има једну централну јаму (кратер) за коју се претпоставља да је настала хлађењем изливене лаве. У каснијим фазама из ових кратера углавном избијају врели гасови из унутрашњости. Површина ових вулкана је најчешће прекривена бројним мањим пукотинама и фисурама.